# Paraziții
Paraziții este una dintre primele trupe de muzică hip hop din România, înființată în anul 1994, și formată din trei muzicieni, Cheloo (Cătălin Ștefan Ion), Ombladon (Bogdan Ionuț Păstacă) și Freakadadisk (Petre Urda).

## Biografie

### 1994-1997 - Începutul
În martie 1994, Cheloo înființează Paraziții alături de Dinte. În luna mai li se alătură și Ombladon. Prima piesă înregistrată este „În Jur” și a apărut pe 13 septembrie 1994. O zi mai târziu au susținut primul lor concert, la balul bobocilor de la liceul Spiru Haret din București.
În iarna anului 1994, Dinte părăsește formația, locul lui fiind luat de muzicianul cunoscut ca DJ I.E.S.. Primul album, "Poezii pentru pereți", produs independent, a fost lansat pe 15 iunie 1995 și a fost al doilea album de rap din România (după R.A.C.L.A. și înainte de B.U.G. Mafia).
Succesul vânzărilor atrage atenția casei de discuri "Digital Records". Urmează un nou album, lansat pe 5 aprilie 1996, purtând titlul "Nimic normal".
Pe 23 iunie 1997, lansează "Suta", ce avea să devină albumul rap al anului. Vânzările depășesc așteptările. Urmează o serie de concerte prin țară și apariții pe diferite compilații.

### 1999-2002
În urma unor emisiuni dedicate scenei hip-hop din România, realizate de managerul trupei la radio FM4 AUSTRIA, Paraziții atrag atenția casei de film "Lotus Film" din Viena, care devine interesată de o colaborare în vederea realizării coloanei sonore a filmului NORDRAND. Lucru realizat, asfel că Paraziții devin prima trupă de rap din România ce apare pe soundtrack-ul unui film, cu drepturi de autor plătite, alături de nume celebre precum Ace Of Base, Neneh Cherry, Kelly Family sau Leila K (martie 1999).
Din martie 1999, Paraziții încep oficial colaborarea cu Rebel Music, primul label underground din România, axat pe management, impresariat și producție.
În aprilie 1999 apare pe piață compilația „Hip și Hop Murale” editată de A&A RECORDS, ce cuprinde 2 piese noi semnate Paraziții. De asemenea, în locul lui DJ I.E.S., este cooptat unul dintre cei mai prolifici DJ din țară: Freakadadisk (Petre Urda; ex-"Morometzii").
Pe 14 iulie 1999, apare albumul "Nici o problemă", la A&A RECORDS. Acesta este considerat cel mai reprezentativ album de până atunci, cel al consacrării definitive și primul editat pe CD. În august 1999, videoclipul piesei „Bagabonți ’99” egalează recordul de audiență pe Atomic TV.
Pe 7 august 2000, se lansează albumul "Iartă-mă", împreună cu un concert în Disco Max, din București. În 2001 apare un nou album, parcă mai „greu” decât toate de până acum, „Categoria grea”. La piesa cu același nume de pe album se face și un videoclip care este cenzurat la scurt timp.
Casa de discuri Alpha Sound se desființează în 2002, iar Paraziții pleacă la Roton unde scot maxi-single-ul "În focuri" la care se filmează un videoclip fără precedent în România - acesta nu are muzică! Albumul pe care apare piesa "În focuri" se numește "Irefutabil" și apare în noiembrie 2002, devenind cel mai vândut album al trupei -140.000 de unități-. Paraziții înregistrează un videoclip la piesa "Bad Joke" de pe acest album, dar și aceasta va fi cenzurată de CNA. Urmează scoaterea pe piață a videoclipului "Necomercial".

### 2003-2005
În 2003 apare albumul solo al lui Cheloo, "Sindromul Tourette". De pe acest album va aparea clipul "Vicii" cu Bitză.
În următorul an, 2004, scoate și Ombladon un album solo, "Condoleanțe". Clipul "Egali din naștere" cu raku va câștiga premiul VMA 2004.
Paraziții încep o campanie anti-CNA, astfel apare videoclipul "Jos Cenzura" în care apar personalități de marcă din România, dar și Larry Flynt, președintele Hustler.
În iarna lui 2004 apare albumul aniversar care sărbătorește împlinirea a 10 ani de muzică și plecarea trupei de la labelul care i-a consacrat, Rebel Music. Apare clipul piesei "Fuck You Romania", piesă care apare pe acest album aniversar numit "Primii 10 ani", album dublu CD, apărut în varianta necenzurată și cenzurată. Trupa va folosi pentru lansarea materialelor propria casă de producție fondată cu ceva timp în urmă, 20CM Records.
În august 2005 apare Maxi single-ul "Violent" și videoclipul piesei cu același nume. 
În decembrie 2005 apare albumul "Confort 3", album ce aduce trupei Paraziții atât succes, cât și un nou conflict cu membrii CNA-ului. Clipul piesei "Praf", single-ul ales pentru filmarea videoclipului, stârnește reacția CNA-ului care ajunge la concluzia că acest videoclip instigă la consumul de droguri. Urmează un nou clip Paraziții, după care trupa ia o pauză pentru ca Ombladon și Cheloo sa își lanseze fiecare câte un album solo.

### 2006-2009
Pe 30 martie 2006 Cheloo își lansează cel de-al doilea album solo, intitulat "Fabricant de gunoi", având ca piesă de promovare "Operațiunea cur pansat", care a fost aleasă pentru primul videoclip de pe album. Un al doilea videoclip a apărut ulterior pe posturile de specialitate, fiind în totalitate un clip animat al piesei "Smoke Flow", o colaborare cu Killarmy.
În aprilie 2007 a apărut pe posturile de specialitate videoclipul piesei "Noapte bună, București", un featuring cu Guess Who de la Anonim, primul single de pe albumul lui Ombladon intitulat Cel mai prost din curtea școlii.
În martie 2008, trupa Paraziții a realizat piesa „Vrei bani” ca coloană sonoră pentru serialul TV „17 – O poveste despre destin”, difuzat de Prima TV. Pentru piesă a fost realizat și un videoclip oficial. Melodia a fost folosită ca temă principală a serialului și a fost difuzată pe postul Prima TV în cadrul promovării producției.
În 2009, Trupa Paraziții se alatură postului Realitatea TV pentru campania "Noi vrem respect!". Pentru a susține campania, trupa lansează piesa cu același nume.
Pe data de 6 octombrie 2009, este lansat albumul "Slalom printre cretini (Reeditat)", album promovat împreună cu ziarul "Gazeta sporturilor".

### 2010-2011
Pe data de 15 iunie 2010, trupa Paraziții lansează albumul "Tot ce e bun tre să dispară", tot împreună cu ziarul Gazeta sporturilor, deja cunoscut pentru faptul că mai multe trupe și artiști au apelat la redacția acestuia pentru lansare de album.

În Decembrie 2010, deși a declarat că urăște internetul, Cheloo alege să își facă un cont de YouTube unde să își promoveze noile materiale și să comunice cu fanii. Mai exact, artistul a făcut 3 conturi (Cheloo16Hz, Ombladon20CMOficial, Parazitii20CmOficial.

La scurt timp după crearea contului de pe YouTube, Cheloo "aruncă" un remix la piesa "Dacă eram" din 2003 și anunță că nu se pensionează liniștiți și că are 4 bucăți pentru cel de-al 3-lea album solo semnat Cheloo "Celcareurăște", care urmează să fie lansat pe data de 24 martie 2011.

Cu 2 săptămâni înainte de lansarea albumului, Cheloo "aruncă" pe canalul de YouTube piesa "Sau", primul single de pe album. Aceasta conține o colaborare cu Ombladon și FreakaDaDisk (ceilalți 2 membri ai trupei Paraziții).

Cu 2 zile înainte de lansarea albumului apare și videoclipul piesei "Unde se termină visele". Această piesă conținând un mesaj foarte puternic, dar în același timp e o piesă mai "melancolică", ceva necaracteristic celor de la "Paraziții".

Pe 24 martie se lansează albumul solo și în primele 48 de ore are deja peste 32.000 de exemplare vândute.
De asemenea Cheloo a anunțat la "Observator" pe Antena 1 că urmează albumul solo al lui Ombladon în 2011 și că pe viitor urmează încă un album "Paraziții". Acesta a mai declarat că 2011 este anul în care cei de la Paraziții vor "reînvia cu adevărat".

### 2015-2016
În perioada 10 ianuarie - 15 august 2015, membrii trupei Paraziții înregistrează,  în mare secret, în studioul 20CM, piesele ce se vor regăsi pe albumul "Lovitură de pedeapsă".
După 6 ani de la ultimul album semnat Paraziții, trupa revine cu de-al 11-lea material, intitulat "Lovitură de pedeapsă". După o pauză atât de lungă, lansarea albumului nu putea avea loc decât într-o zi aparte: 29 februarie 2016.
Albumul, lansat în ediție limitată, de aproximativ 4000 de exemplare, este disponibil în rețeaua de librării Cărturești. Începând cu data de 7 martie 2016, albumul este disponibil spre ascultare și descărcare pe serviciile de streaming și pe iTunes.
Cheloo, despre "Lovitură de pedeapsă": "Un album care se întoarce ca sonoritate înapoi în anii '91-'97. Am folosit foarte mult tehnica samplingului și este un album conceput și scris foarte old school."

### 2018-2019
În perioada 1 octombrie 2018 - 25 februarie 2019, Cheloo și Ombladon înregistrează, în studioul 20CM, piesele ce vor regăsi pe cel de-al 12-lea album al trupei Paraziții, intitulat "Arma secretă".
Aluzia numărului 12 va apărea pe coperta albumului, în sintagma folosită în titlu: "MINISTERUL ANTIROMÎNESC AL CULTURII / ARHIVĂ OPERATIVĂ / DOSAR NR. 12/2019".
Coperta mai conține o sintagmă situată inferior de denumirea albumului: "CU PRIVIRE LA: Trupa PARAZIȚII, parte activă a grupului infracțional 20CM RECORDS. În urma cercetărilor, au fost identificați sub nume false drept traficanți de rime de mare risc următorii cetățeni: CHELOO, FREAKADADISK, OMBLADON."
"Arma secretă" conține un total de 11 piese, dintre care prima constituie intro-ul. Două piese de pe album au și videoclip: "Lacrimi de ceară" și "Parc-aș f**e ceva".
Începând cu data de 24 mai 2019, albumul "Arma secretă" poate fi cumpărat/ descărcat/ ascultat din toate magazinele online și offline.

## Discografie

### Paraziții
| Anul              | Album                              | Casa de discuri           |
| ----------------- | ---------------------------------- | ------------------------- |
| 15 iunie 1995     | Poezii pentru pereți               | Kromm Studio / Amma Sound |
| 5 aprilie 1996    | Nimic normal                       | Digital Record studio     |
| 23 iunie 1997     | Suta                               | Digital Record            |
| 14 iulie 1999     | Nici o problemă                    | A&A Records               |
| ~2000             | Vocabular extins (Mehlennium 2000) | A&A Records si Bada       |
| 7 august 2000     | Iartă-mă                           | Bada                      |
| 5 iunie 2001      | Categoria grea                     | Alpha Sound               |
| 18 noiembrie 2002 | Irefutabil                         | Rebel Music               |
| 8 noiembrie 2005  | Confort 3                          | Roton                     |
| 22 noiembrie 2007 | Slalom printre cretini             | Cat Music                 |
| 2009              | Slalom printre cretini (Reeditat)  | Cat Music                 |
| 15 iunie 2010     | Tot ce e bun tre să dispară        | 20 CM Records             |
| 29 februarie 2016 | Lovitură de pedeapsă               | 20 CM Records             |
| 24 mai 2019       | Arma secretă                       | 20 CM Records             |

### Maxi-Single-uri
| Anul              | Album                       | Casa de discuri |
| ----------------- | --------------------------- | --------------- |
| 21 noiembrie 2001 | Shoot Yourself / Împușcă-te | Rebel Music     |
| 10 mai 2002       | În focuri                   | Rebel Music     |
| 4 noiembrie 2002  | Bad Joke                    | Rebel Music     |
| 14 aprilie 2004   | Jos Cenzura!                | Rebel Music     |
| 7 iunie 2005      | Violent                     | 20 CM Records   |

| Anul              | Album         | Casa de discuri |
| ----------------- | ------------- | --------------- |
| 12 decembrie 2004 | Primii 10 ani | Rebel Music     |

## Albume Solo

### Cheloo
- Sindromul Tourette (2003)
- Fabricant de gunoi (2006)
- Celcareurăște (2011)
- Killing The Classics (2021)

### Ombladon
- Condoleanțe (2004)
- Cel mai prost din curtea școlii (2007)
- Neschimbeat (2025)

## Single-uri

### Paraziții
- 2004: Milionari de weekend
- 2004: Jos cenzura
- 2005: Violent
- 2006: Mari români
- 2008: 17 (Vrei bani)
- 2009: Noi vrem respect
- 2011: Tare - 20CM Grup (feat. MarkOne1 & Bitză)
- 2012: Toate-s la fel (feat. Daniel Lazăr)
- 2013: Ce n-avem acasă
- 2014: Bot în bot cu o lepră mică
- 2016: Poliția trece
- 2023: 3 Cuvinte

### Cheloo
- 2010: Tanti ( Movie Soundtrack )
- 2011: Apel la sinceritate
- 2013: Statul e târfa cu care ești obligat să te-nsori
- 2013: Pe altă frecvență
- 2014: Suma defectelor
- 2014: Vrem totul
- 2015: O zi ca oricare alta (feat. Mărgineanu)
- 2016: Lumea s-a schimbat
- 2016: Cine ești tu?
- 2017: R.S.R.
- 2018: Prezentul perfect
- 2020: Lumina de la capătul tunului
- 2023: Ritmuetot

### Ombladon
- 2013: Indiferența
- 2014: M**e Garda
- 2015: Hip Hop Românesc
- 2015: Jumătatea goală (feat. Bitză)
- 2016: Panarame (feat. Bitză)
- 2017: Toată lumea plânge (feat. Freakadadisk)
- 2018: 5432
- 2019: Nu mi-e frică
- 2022: Spune-mi (feat. Bitză)

## Videografie

### Paraziții
- 1995: În Jur
- 1999: Bagabonți 99
- 1999: Omu' din liftu' tău
- 2000: Degenerația următoare (Remix)
- 2001: Categoria grea (feat. Aliosha)
- 2001: Shoot yourself / Împușcă-te
- 2002: În focuri
- 2002: Bad joke
- 2003: Necomercial
- 2004: Jos cenzura
- 2004: Instigare la cultură
- 2004: F**k you România
- 2004: Milionari de weekend
- 2005: Anonim - Extrema zilei (feat. Paraziții)
- 2005: Violent
- 2005: Praf
- 2006: Valoarea unei vieți
- 2006: Mari români
- 2007: Mesaj pentru Europa
- 2008: Din colțul blocului
- 2008: 17 (Vrei bani)
- 2009: De ziua ta (Remix)
- 2009: Un mix bun
- 2009: Noi vrem respect
- 2010: Arde (feat. Câinele)
- 2012: Toate-s la fel (feat. Daniel Lazăr)
- 2013: Ce n-avem acasă
- 2014: Bot în bot cu o lepră mică
- 2015: Demnitate (feat. Daniel Lazăr)
- 2016: Poliția trece
- 2019: Lacrimi de ceară
- 2019: Parc-aș f**e ceva
- 2024: 3 Cuvinte

### Cheloo
- 2003: Vicii (feat. Bitză)
- 2006: Operațiunea c*r pansat / Fabricant de gunoi
- 2006: Smoke flow (feat. Killarmy)
- 2006: Spike - Bizar (feat. Cheloo)
- 2010: Smiley - Plec pe Marte (feat. Cheloo)
- 2010: Mark One - We don't care (feat. Cheloo)
- 2011: Sau (feat. Ombladon & Freakadadisk)
- 2011: Unde se termină visele
- 2011: Apel la sinceritate
- 2011: Mark One - Crazy as f**k (feat. Cheloo)
- 2012: MarkOne1 - Prima data (feat. Cheloo & FreakaDaDisk)
- 2014: Suma defectelor
- 2016: Lumea s-a schimbat
- 2018: Prezentul perfect
- 2020: Lumina de la capătul tunului
- 2021: Cheloo & Lazar – Opus 1
- 2021: Cheloo & Lazar  - Viral 94 (feat dj Wicked)
- 2021: Cheloo & Lazar - Iubirea vietii tale
- 2022: Cheloo & Lazar - La noi in cartier 2 (feat Dan Gerosu, Alan, Rapstrolirical, Ombladon, Freakadadisk)
- 2023: Ritmuetot
- 2025: Alan- Perfect Dezechilibrat (feat.Cheloo)
- 2025:Alan- Adevărul Obscen (feat. Cheloo)

### Ombladon
- 2004: Condoleanțe
- 2004: Egali din naștere (feat. raku)
- 2006: Luna Amară - Loc Lipsă (feat. Ombladon)
- 2007: Noapte bună București! (feat. Guess Who)
- 2007: Cheia de sub preș
- 2011: Raku - Căutând (feat. Ombladon)
- 2012: Bitză - Nopți albe pentru zile negre (feat. Ombladon și FreakaDaDisk)
- 2014: M**e Garda
- 2015: Hip Hop Românesc
- 2015: Jumătatea Goală (feat. Bitză)
- 2016: Panarame (feat. Bitză)
- 2016: ALAN & KEPA - Vorba Aia (feat. Ombladon și FreakaDaDisk)
- 2017: Kepa - Pierduți in timp (feat. Ombladon)
- 2018: 5432
- 2019: Nu mi-e frică
- 2022: Spune-mi (feat. Bitză)
- 2023: Bitză - Los Maniachis (feat. Ombladon)
- 2025:Bitză-Haz de necaz (feat. Ombladon&El Nino)